# Samy Moussa
Samy Moussa (geboren am 1. Juni 1984 in Montreal) ist ein kanadischer Dirigent und Komponist klassischer Musik. Seine Werke wurden international aufgeführt.

## Ausbildung & Karriere
1984 in Montréal geboren, absolvierte Moussa zunächst in seiner Heimatstadt ein Grundstudium der Komposition an der Université de Montréal bei José Evangelista. Es folgten ein Studium in Tschechien (Dirigieren bei Paolo Bellomia) und in Finnland (bei Magnus Lindberg).
Ab 2007 studierte er an der Hochschule für Musik und Theater München bei Matthias Pintscher und Pascal Dusapin, wo er zudem Dirigiermeisterkurse von Pierre Boulez, Peter Eötvös und Klaus Arp besuchte.
Bei der Münchener Biennale wurde 2010 seine Kurzoper L’autre frère uraufgeführt. Im selben Jahr wurde Moussa Musikalischer Leiter des INDEX Ensembles in München und arbeitete seitdem mit einer Reihe von Ensembles und Orchestern, darunter dem MDR Radio-Sinfonie Orchester Leipzig, dem hr-Sinfonieorchester, dem Vancouver Symphony Orchestra und dem Hamilton Philharmonic Orchestra.
Von Pierre Boulez erhielt Samy Moussa einen Kompositionsauftrag für das Lucerne Festival 2015. Seine erste Sinfonie mit dem Titel Concordia wurde von Kent Nagano uraufgeführt, der das Montreal Symphony Orchestra im Mai 2017 dirigierte. Im gleichen Jahr spielte das Dallas Symphony Orchestra ebenfalls Moussas Werk A Globe Itself Infolding, das zuvor vom Montreal Symphony Orchestra aufgenommen worden war.

## Ehrungen
- 2013: Ernst von Siemens Musikpreis[7]
- 2013: „Composer of the Year“, Opus Awards in Québec[8]
- 2017: Hindemith-Preis des Schleswig-Holstein-Musikfestival[9][10]
- 2018/19: Stipendiat in der Deutschen Akademie Rom Villa Massimo[11]

## Werke (Auswahl)
Moussa  komponierte unter anderem das Konzert für Posaune und Orchester Yericho, das Konzert für Violine und Orchester Adrano, Orpheus für Klavier und Kammerorchester  und A Globe Itself Infolding für Orgel und Orchester, sowie Kammermusik und Musik für Singstimme. Er komponierte die Musik zu Julian Rosefeldts Installation Euphoria, die auf der Ruhr-Triennale 2022 uraufgeführt wurde.
Instrumentalkonzerte
- A Globe Itself Infolding, Konzert für Orgel und Orchester; UA  27. Mai 2014, Maison symphonique de Montréal[13]
- Orpheus, Konzert für Piano und Kammerorchester; UA 20. Oktober 2017, Staatstheater Cottbus
- Yericho, Konzert für Posaune und Orchester; UA 14. April 2023, Lyon[14]

Opern und Oratorien
- Vastation, Libretto: Toby Litt; UA Münchener Biennale, Carl-Orff-Saal, München[15]
- L’autre frère, Kurzoper; UA Münchener Biennale 2010[16]
- Antigone, Oratorium  nach Texten von Aischylos, Apollodorus, Euripides und Sophokles. UA Opera Forward Festival Amsterdam, 2024
- Elysium, Oratorium; Auftragswerk der Wiener Philharmoniker, Deutsche EA Alte Oper Frankfurt, 13. Oktober 2023[17]

Filmmusik
- Euphoria, Video-Installation von Julian Rosefeldt, Uraufführung am 25. August 2022 im Rahmen der Ruhrtriennale 2022[18]